# Blindfold (comics)
Pour les articles homonymes, voir Blindfold.
Blindfold (de son vrai nom Ruth Aldine) est une super-héroïne appartenant à l’univers de Marvel Comics. Elle a été créée par Joss Whedon et John Cassaday. Elle apparaît pour la première fois dans Astonishing X-Men vol.3 #7 en 2004.
Elle est mentionnée pour la première fois par Armor et Wing avant leur confrontation avec Ord.

## Biographie fictive
Ruth Aldine naît sans yeux. Son père quitte le foyer familial une semaine après sa naissance, ne supportant pas de voir un monstre. Ruth grandit donc avec sa mère et son frère aîné Luca.
Luca déteste sa sœur car il la rend responsable de l’absence quotidienne de leur mère (qui doit travailler beaucoup et tard) et qu'elle fait honte à la famille. Il la frappe régulièrement puis tombe dans la drogue et la petite criminalité durant son adolescence. Envoyé dans un centre de délinquants, il devient vite la victime d'un révérend qui déteste aussi les mutants. Luca menace même de tuer sa sœur avec une tronçonneuse. Leur mère s'interpose et est tuée. Après ce drame, Ruth est élevée par sa tante à Prospect Plains, dans le New Jersey. Elle y découvre une certaine stabilité mais également son pouvoir, qu'elle apprit à maîtriser peu à peu, seule dans son coin.
Lorsque son frère est condamné à mort, elle veut assister à l'exécution. Lors de l'injection létale, Luca manifeste un pouvoir astral qui absorbe la moitié de celui de Ruth. Cela laisse la jeune femme avec un esprit fragmentée. Le professeur Xavier contacte alors la tante de Ruth pour qu'elle rejoigne son institut spécialisé. Ruth intègra ensuite l'école. Elle est affectée aux Paladins de Kitty Pryde, avec Armor et Wing, sous le nom de code de Blindfold.
Malgré cela, Ruth reste assez isolée des autres élèves, qui l'évitent en raison de ses manières étranges et sa tendance à lire leurs pensées sans permission. Elle se lie malgré tout avec la jeune Cipher, qui peut fermer totalement son esprit aux télépathes.
L'Institut Xavier est attaqué par l'alien Ord, aidé de Danger et Cassandra Nova. Le S.W.O.R.D. intervient et emmène les X-Men sur Breakworld. Après leur départ, Blindfold prédit que l'un d'eux ne reviendra pas... Ce sera Kitty Pryde.

### Jour M
Lors des évènements de House of M, elle fait partie des 27 étudiants qui conservent leurs pouvoirs. Elle est cependant exclue des Jeunes X-Men. Aussitôt, ils sont capturés par les démons de Belasco. Ruth aide les jeunes X-Men pendant leur voyage. Elle survit à la bataille finale et retourna au Manoir avec ses camarades.

### Le Complexe du Messie
Lorsque les Maraudeurs et les Acolytes, sur ordre de Mister Sinistre, prennent pour cible les clairvoyants liés au futur, Blindfold crée son propre plan. Après avoir touché les deux mains d'Elixir, elle tombe dans une stase biologique proche de la mort. L'Institut est attaqué dans la foulée par Exodus et ses Acolytes qui pensent alors que Ruth est morte. Avec l'aide des Nouveaux X-Men, Kitty Pryde la « ressuscite ». À son réveil, Blindfold prédit que Hellion, Pixie et Diablo seront affectés par le conflit approchant.
Après la destruction de l'Institut et l'état très critique du professeur Xavier, Ruth retournr vivre chez sa tante.

### Les Jeunes X-Men
Blindfold a ensuite des visions du futur où elle se voit avec un groupe de jeunes mutants. Elle contacte Rockslide et est recrutée par Donald Pierce, qui se fait passer pour Scott Summers.
Leur première mission est d'attaquer les Nouveaux Mutants et le Club des Damnés. La jeune Dust est très gravement blessée. Blindfold est ensuite capturée et Ink se révèle être un traître. Donald Pierce est démasqué, mais le jeune Wolf Cub est tué.
Les Jeunes X-Men s'installent à San Francisco et Blindfold quitte l'équipe active. Elle déménage alors sur l'île d'Utopia, lors des attaques orchestrées par Norman Osborn.

### Necrosha
Lorsque Séléné et Eli Bard ramènent des mutants décédés à la vie grâce à un virus techno-organique, Destinée est des premières à être ressuscitée. Elle parvient à s'échapper de Genosha et tente de contacter télépathiquement Malicia, mais ne réussit qu'à avoir Blindfold.
Blindfold alerte donc Cyclope et ce dernier envoie un groupe de X-Men vers l'Île de Muir. Là, Blindfold fut possédée par Proteus. Après une bataille, Proteus est expulsé. Blindfold et Malicia parviennent alors à s'entretenir avec Destinée. Blindfold apprend que Destinée est probablement son arrière-grand-mère et que sa mère est morte en la protégeant de son frère Luca. Une fois Séléné vaincue, Blindfold accompagne Emma Frost, le Docteur Strange et quelques X-Men pour localiser Blink. Ruth collaborera ensuite avec les X-Men pour vaincre un monstre invisible venu d'une autre dimension.

### Regenesis
Après le retour de l'espace de Malicia, Gambit et Magnéto, Malicia détecte une présence supplémentaire. Le Docteur Némésis et Blindfold aident Malicia à localiser Ariel, que tout le monde pensait morte depuis l'attaque de Bastion.
Après la mort de Charles Xavier, Blindfold est victime de Légion, ayant perdu le contrôle de lui-même. Elle se retrouve dans le coma.

## Pouvoirs
Blindfold est une télépathe. Elle est aussi douée de précognition. L'amplitude de ses pouvoirs semble illimité.